# Nova Percusió
Nova Percusió (en sigla: NP Drums) es una empresa española especializada en el diseño y fabricación de instrumentos de percusión, fundada en 1986 por Juan José González. Su sede está en Manises, Valencia.
En activo desde 1986, en su haber tienen el Tambor Sayón, el primer y único instrumento de percusión diseñado específicamente para las procesiones de Semana Santa.
Desde NP Drums realizan tiradas de hasta 6.000 instrumentos por temporada para cubrir la demanda de las cofradías, y un 60% de los tambores utilizados en las celebraciones son producidos artesanalmente en sus talleres.También exportan a diferentes puntos de Europa.
Sus tambores también fueron utilizados en la Novena Sinfonía de Vicente Caballer, una mascletà sinfónica realizada en la Estación del Norte de Valencia en 2013.